# Émile Delchambre
Émile Henri Delchambre (ur. 3 grudnia 1875 w Roubaix, zm. 8 września 1958 tamże) – francuski wioślarz, złoty medalista olimpijski.
Wystąpił na igrzyskach olimpijskich w Paryżu w 1900, gdzie Francuzi w składzie: Henri Bouckaert, Jean Cau, Émile Delchambre, Henri Hazebrouck i sternik Charlot zdobyli złoty medal w czwórkach ze sternikiem. 